# Aéroport international Bauerfield
L’aéroport international Bauerfield (code IATA : VLI • code OACI : NVVV) est un aéroport situé à Port-Vila, au Vanuatu. C'est un petit aéroport de par sa taille, mais ses pistes ont une capacité et une longueur suffisantes pour accueillir de grands avions comme les Boeing 767. C'est le hub de la compagnie aérienne du Vanuatu, Air Vanuatu.

## Situation
| Gaua Santo-Pekoa Port-Vila Anatom Aniwa Craig Cove Dillon's Bay Futuna Ipota Lamen Bay Longana Lonorore Maewo-Naone Malekoula Mota Lava Norsup Olpoi Paama Palikulo Bay Port Havannah Redcliffe Sara Siwo South West Bay Tongoa Torres Ulei Valesdir Vanua Lava Walaha Whitegrass |

## Compagnies aériennes et destinations
| Compagnies       | Destinations |
| ---------------- | --- |
| Aircalin         | Nouméa - La Tontouta |
| Air Vanuatu      | Auckland, Brisbane, Craig Cove (en), Dillon's Bay (en), Emae-Aromai (en), Honiara, Ipota (en), Lamap (en), Lamen Bay (en), Lonorore, Santo-Pekoa, Melbourne-Tullamarine, Nadi, Norsup (en), Nouméa - La Tontouta, Paama (en), South West Bay (en), Sydney-K. Smith, Tanna-Whitegrass (en), Tongoa (en), Ulei (en), Valesdir (en) |
| Fiji Airways     | Nadi |
| Solomon Airlines | Auckland, Honiara, Nadi |
| Virgin Australia | Brisbane |

Édité le 23/04/2024